# Oliver Coleman
Oliver Coleman es un actor británico más conocido por haber interpretado a Henry Percy en la película The Other Boleyn Girl y a Tom Kent en la serie Casualty.

## Biografía
Oliver estudió en el London Academy of Music and Dramatic Art (LAMDA).
Oliver comenzó a salir con la actriz inglesa Charlotte Salt, la pareja se comprometió en el 2013, la pareja se casó el 31 de julio de 2014 en Somerset. La pareja le dio la bienvenida a su primer hijo en abril del 2017.

## Carrera
En el 2004 obtuvo un pequeño papel en la película Wimbledon protagnozada por Paul Bettany y Kirsten Dunst.
En el 2006 apareció en la miniserie The Line of Beauty donde interpretó a Toby Fedden.
En el 2008 interpretó a Sir Henry Percy en la película The Other Boleyn Girl protagonizada por Eric Bana, Natalie Portman y Scarlett Johansson. Ese mismo año apareció como invitado en las series Ashes to Ashes y en Primeval.
El 7 de enero de 2012 se unió al elenco de la serie británica Casualty, donde interpretó al doctor y especialista en pediatría Tom Kent, hasta el 13 de diciembre de 2013 después de que su personaje decidiera irse del hospital luego de casarse con su novia la doctora Sam Nicholls.

## Filmografía
- Series de televisión

| Año         | Título             | Personaje          | Notas                   |
| ----------- | ------------------ | ------------------ | ----------------------- |
| 2014        | Endeavour          | Henry Portmore     | episodio "Neverland"    |
| 2012 - 2013 | Casualty           | Dr. Tom Kent       | 70 episodios            |
| 2009        | The Bill           | Dean Gibson        | episodio "Rescue Me"    |
| 2008        | Ashes to Ashes     | Joven de la Ciudad | episodio # 1.3          |
| 2008        | Primeval           | Ed                 | episodio "Rescue Me"    |
| 2006        | The Line of Beauty | Toby Fedden        | miniserie - 3 episodios |

- Películas

| Año  | Título                | Personaje   | Notas                                        |
| ---- | --------------------- | ----------- | -------------------------------------------- |
| 2011 | Guinea Pigs           | Jed         | junto a Aneurin Barnard y Jack Doolan        |
| 2010 | The Crossing          | -           | corto - junto a Eva Birthistle               |
| 2008 | The Other Boleyn Girl | Henry Percy | junto a Natalie Portman y Scarlett Johansson |
| 2004 | Wimbledon             | -           | junto a Paul Bettany                         |

- Teatro

| Año | Obra                      |
| --- | ------------------------- |
| -   | A Midsummer Night's Dream |
| -   | Kiss Me Kate              |
| -   | The Merchant of Venice    |
| -   | The Seagull               |